# Premios Príncipe de Asturias de 1983
La ceremonia de entrega de los Premios Príncipe de Asturias de 1983 tuvo lugar el sábado 8 de octubre de ese año en el Teatro Campoamor de Oviedo. La Fundación Principado de Asturias entregó los mismos seis premios que el año anterior con la finalidad de distinguir a personas del mundo español e iberoamericano destacadas en los campos de las ciencias, las artes u otras actividades sociales. El acto fue presidido nuevamente por el rey Juan Carlos y dirigido por su hijo Felipe, príncipe de Asturias. Fue la tercera edición de los Premios Príncipe de Asturias.

## Antecedentes
Tras su primera y segunda ediciones, los Premios Príncipe de Asturias habían obtenido un notable prestigio en España y un cierto renombre en los países de habla española. De cara a su tercera edición, la Fundación Principado de Asturias introdujo algunas modificaciones en el reglamento de concesión de los galardones: se duplicó la dotación económica, se prohibió el desdoblamiento de los premios y se permitió que las representaciones diplomáticas y consulares de España propusieran candidatos.
De esta forma, los premios estaban dotados en esta edición con dos millones de pesetas, una estatuilla diseñada por Joan Miró y un diploma acreditativo. El 30 de marzo de 1983 se cerró el plazo para la presentación de candidaturas y a lo largo de los meses de mayo y junio se reunieron los seis jurados para decidir los receptores de los respectivos galardones.
Además de la concesión de los premios, la Fundación patrocinó diversas actividades culturales a lo largo del año: congresos de asociaciones de prensa, de periodistas europeos y de teoría y metodología de las ciencias; exposiciones de grabados de Goya y otros temas; un debate sobre la crisis de Europa; cursos universitarios sobre relaciones entre España y América; reuniones diversas y ayudas a otros proyectos culturales. Además, creó el Coro de la Fundación Principado de Asturias, integrado por más de cien voces no profesionales dirigidas por Luis Gutiérrez Arias, y cuyo director honorífico era Jesús López Cobos, ganador del Premio Príncipe de Asturias de las Artes de 1981.

## Lista de premiados
| Premio                             | Premiado           | Actividad              | Nacionalidad     |
| ---------------------------------- | ------------------ | ---------------------- | ---------------- |
| Comunicación y Humanidades         | El País            | Periódico              | España           |
| Artes                              | Eusebio Sempere    | Pintor y escultor      | España           |
| Ciencias Sociales                  | Julio Caro Baroja  | Antropólogo            | España           |
| Letras                             | Juan Rulfo         | Escritor               | México           |
| Investigación Científica y Técnica | Luis Santaló       | Matemático             | Argentina España |
| Cooperación Iberoamericana         | Belisario Betancur | Presidente de Colombia | Colombia         |

## Discursos de la Fundación
La lista de representantes institucionales era amplia: Pedro Masaveu, presidente de la Fundación Principado de Asturias; Manuel García-Pelayo, presidente del Tribunal Constitucional; Pedro de Silva, presidente del Principado de Asturias; Fernando Morán, ministro de Asuntos Expteriores; Narcís Serra, ministro de Defensa; Antonio Hernández Gil, presidente del Consejo de Estado; Antonio Masip, alcalde de Oviedo; Obdulio Fernández, delegado del Gobierno en Asturias; Luis Yáñez, presidente del Instituto de Cooperación Iberoamericana y otras autoridades. Además, también estaba presente Carlos Andrés Pérez, antiguo presidente de Venezuela.

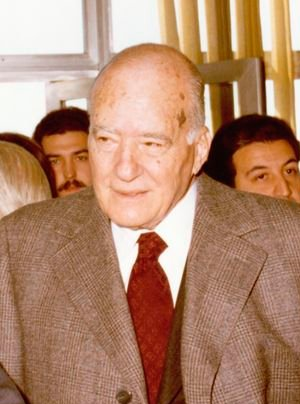
Josep Tarradellas representó a los jurados.

Tras sonar el Himno nacional de Colombia en honor al presidente Betancur y la Marcha Real, el príncipe Felipe dio por abierto el acto y cedió la palabra al director de la Fundación Principado de Asturias, Graciano García. Este agradeció su presencia al presidente Betancur, a las personas e instituciones que ayudan a la Fundación, a los galardonados por su ejemplo, a los miembros de los seis jurados por su acierto, a quienes vienen de América y de otros lugares de España, a las instituciones y personas integradas en el órgano consultivo de la Fundación y a los medios de comunicación que colaboran en la difusión de los premios. Afirmó que creía que la Fundación había contribuido a formar la «patria grande» que va desde Tierra del Fuego hasta el mar Cantábrico. Expuso el proyecto de la Fundación de crear una universidad, para lo que pidió apoyo. También expuso la creación del Coro de la Fundación, con la misión de elevar el nivel de la cultura musical de Asturias. Otro proyecto de la Fundación era la creación de un instituto para el desarrollo de la apicultura, destinado a ayudar a los campesinos asturianos a diversificar su actividad. Terminó ensalzando el valor de la libertad para que haya cultura y justicia.
A continuación, el príncipe dio la palabra a Josep Tarradellas, quien fuera presidente de la Generalidad de Cataluña en el exilio, que intervino en representación de los miembros de los distintos jurados. Afirmó que «pocas veces en la historia de nuestro país nos hemos hallado ante una situación política clara y reflexiva como la de ahora, y, por otra parte, menos desgastada por la crítica, aunque pueda parecer excesiva esta reflexión. La demostración de que nuestro pensamiento y nuestra fe merecen la estima de unos y el respeto de otros es que los que habitualmente refunfuñan, en la actualidad lo hacen moderadamente. Es evidente que este hecho debe incitarnos a continuar nuestra misión sin vacilaciones».

## Entrega de los premios
Tras los discursos, el príncipe cedió la palabra al secretario de la Fundación, quien fue dando lectura de las decisiones de los seis jurados. Conforme las iba leyendo, los premiados se acercaban a la mesa presidencial, estrechaban la mano del príncipe y recibían el diploma acreditativo.

### Premio de Comunicación y Humanidades
El jurado del Premio Príncipe de Asturias de Comunicación y Humanidades estaba renovado casi en su totalidad, pues solo repetía respecto a la edición anterior Carlos Luis Álvarez. El presidente era Pedro de Silva, presidente del Principado de Asturias, actuaba como secretario el jurista Rodrigo Uría, y lo completaban José Mario Armero, Eugenio Fontán, Domingo García-Sabell, Horacio Sáenz Guerrero, José Luis Sampedro, Ricardo Utrilla y Mario Bunge, ganador del premio el año anterior.
A propuesta de Bunge, el premio fue concedido al diario español El País. El jurado señaló que «son cualidades sobresalientes de esta publicación la amplitud y capacidad interpretativa de sus informaciones y comentarios, la alta calidad de sus trabajos culturales, la defensa decidida y constante de la Democracia y la Libertad, y su destacada presencia internacional». Bunge destacó la importancia de este periódico en la consolidación de la democracia en España, así como su apertura a personas de diferentes ideas y su alto nivel informativo. Bromeó añadiendo que no se quedaba a vivir en España para no tener que dedicar una hora cada día a leer este diario. En Canadá, sin embargo, no tenía que emplear mucho tiempo por la mala calidad de la prensa.
Esta era la primera vez que uno de los premios no iba a parar a una persona física sino a una persona jurídica que, además, se trataba de una empresa privada. Recibió el premio José Ortega Spottorno, hijo de José Ortega y Gasset y presidente del consejo de administración de la empresa editora. Se daba la circunstancia de que Ortega había sido miembro del jurado en las dos ediciones anteriores.

### Artes
El jurado del Premio de las Artes estuvo presidido en esta ocasión por el último ganador del premio, el escultor Pablo Serrano. Le acompañaban Eduardo Chillida, Antonio Fernández Alba, Manuel Fernández-Miranda, Luis García Berlanga, Cristóbal Halffter, Alfonso Pérez Sánchez, Francesc Vicens y Plácido Arango Arias, que era el único que había intervenido también en la edición anterior y que actuó como secretario.
Nuevamente a propuesta del ganador del año anterior —en este caso el aragonés Pablo Serrano— el jurado decidió conceder el premio al pintor y escultor valenciano Eusebio Sempere. El jurado justificó su decisión por «la profunda y significativa coherencia de su obra; en reconocimiento a sus criterios de exploración, renovación y difusión de los nuevos medios expresivos y por su dedicación a la perfección formal y material en el desarrollo de su trabajo». Y resaltó también «el valor de ejemplaridad que representa la donación, en beneficio público, de su colección de arte contemporáneo universal».
Al igual que sucediera en la edición anterior, el jurado tuvo también en cuenta la candidatura del pintor Antonio López, pero Sempere se impuso finalmente. A pesar de tener solo sesenta años —el más joven de los premiados en 1983—, el artista tuvo que recibir el premio en silla de ruedas y auxiliado por otra persona debido a la enfermedad degenerativa que padecía. Quizá por ello la ovación que recibió fue prolongada.

### Ciencias Sociales
Josep Tarradellas presidió el jurado que decidió el receptor del Premio de Ciencias Sociales. Le acompañaban como nuevas incorporaciones Enrique Fuentes Quintana, Manuel García Pelayo, Jesús de Polanco y el ganador de la edición anterior Antonio Domínguez Ortiz. Repetían Juan José Linz, Manuel Tuñón de Lara, Antonio Hernández Gil y el secretario, José Ignacio García Lomas.
El sociólogo y profesor de la Universidad Yale, Juan José Linz fue quien propuso la candidatura del antropólogo Julio Caro Baroja. Su nombre se impuso a los de otros muchos cualificados candidatos, valorando el jurado «una constante y rigurosa labor investigadora consagrada a la Antropología Social y Cultural de los pueblos de España y de determinados grupos sociales, con especial preocupación por la historia, la cultura y la sociedad vascas, en razón de todo lo cual ha incorporado estudios de excepcional valor a la comunicación científica internacional».

### Letras
El jurado del Premio de las Letras fue presidido por tercera vez por Pedro Laín Entralgo. Le acompañaban Jesús Aguirre, Emilio Alarcos Llorach, Francisco Ayala, Juan Benet, Alonso Zamora Vicente y los dos premiados del año anterior, Miguel Delibes y Gonzalo Torrente Ballester. Actuó como secretario Román Suárez Blanco.
El jurado concedió el premio al escritor mexicano Juan Rulfo, «en reconocimiento de la alta calidad estética, hondura inventiva, acierto y novedad expresiva, así como de su decisiva influencia en la posterior narrativa de su país y el lugar destacado que ocupa en el conjunto de las letras hispanas». Nuevamente se daba la circunstancia de que Rulfo había formado parte del jurado el año anterior. El destinatario del premio se decidió por el voto de calidad del presidente, pues hubo una apretada pugna con el poeta español Ángel González.
Con su decisión, el Premio Príncipe de Asturias de las Letras iba destinado por primera vez a un escritor con nacionalidad diferente de la española, avanzando así en el proceso de internacionalización de los premios.

### Investigación Científica y Técnica

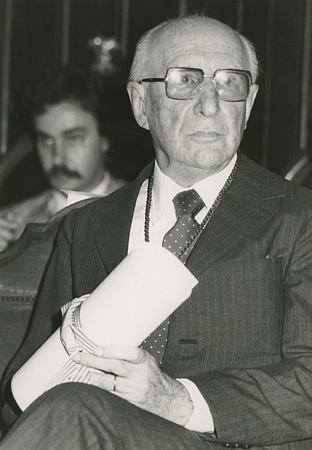
Luis Santaló, Premio de Investigación Científica y Técnica.

Severo Ochoa presidió por tercera vez el jurado del Premio de Investigación Científica y Técnica. También repetían con él el secretario José Antonio Martínez Álvarez, Francisco Grande Covián y Julio Rodríguez Villanueva. Del año anterior también repetían José Manuel Fernández Felgueroso, Antonio González González y Luis Federico Leloir. Se incorporaron por primera vez Enrique Linés Escardó, Juan Oró y el ganador del año anterior, Manuel Ballester Boix.
El proceso de toma de decisión por el jurado fue largo. Fueron fuertemente defendidas las candidaturas del físico Alberto Galindo y del bioquímico Antonio García-Bellido, ambos españoles. Sin embargo, el premio fue a parar al matemático argentino de origen español Luis Santaló. El jurado destacó del galardonado «sus sobresalientes investigaciones en diversos campos de la Matemática, especialmente en Geometría Integral, de gran trascendencia en el desarrollo de las corrientes modernas de esta ciencia».Y valoró que «sus investigaciones, asociadas a una labor universitaria ejemplar, configuran la personalidad de este gran matemático de Hispanoamérica, internacionalmente reconocido y considerado como uno de los más importantes geómetras contemporáneos». Santaló fue uno de los muchos españoles que tuvieron que abandonar su patria tras su derrota en la guerra civil. Desarrolló casi toda su labor investigadora y docente en Argentina, país cuya nacionalidad adoptó.

### Cooperación Iberoamericana
El jurado del Premio de Cooperación Iberoamericana fue presidido en esta ocasión por Carlos Andrés Pérez antiguo presidente de Venezuela. Repetían el secretario Teodoro López-Cuesta, el anterior presidente Rafael Fernández Álvarez y Amaro González de Mesa. Se incorporaron al tribunal Miguel Alemán Velasco, Manuel Díez-Alegría, Francisco Fernández Ordóñez, Marcelino Oreja Aguirre, Luis Yáñez, el que había sido presidente de Panamá Arístides Royo y el ganador del premio el año anterior, Enrique V. Iglesias.
El jurado decidió conceder el premio a una persona física antes que a una institución. Las candidaturas de dos veteranos políticos españoles que habían vivido el exilio durante la dictadura del general Franco, el socialista José Prat y el liberal Justino de Azcárate, fueron descartadas por la imposibildad de premiar conjuntamente a ambos. Finalmente, se impuso la candidatura del presidente de Colombia Belisario Betancur, que había sido impulsada por el panameño Arístides Royo.
El jurado explicó su elección por «las relevantes dotes personales del Dr. Belisario Betancur y el compromiso de toda su vida con los valores permanentes del espíritu y de la cultura, a los cuales dedicó los mejores esfuerzos plasmados en una reconocida obra intelectual; su vigorosa y esforzada vida pública dirigida constantemente a la defensa de las instituciones democráticas colombianas; y su apoyo a todas las iniciativas de cooperación entre los países iberoamericanos en las áreas culturales, económicas, sociales y políticas». Particularmente, se intentó reconocer su participación en el Grupo Contadora, que trabajaba por lograr soluciones pacíficas a los enfrentamientos civiles de Centroamérica, así como su búsqueda de acuerdos de paz con las organizaciones guerrilleras en el interior de la propia Colombia. También influyó su pasada actividad como embajador en España durante la Transición y la recepción que había tributado el año anterior al príncipe Felipe en su visita oficial a Cartagena de Indias.
A diferencia del presidente López Portillo en la edición de los Premios Príncipe de Asturias de 1981, Betancur sí se desplazó a Oviedo para recibir el galardón pese a las obligaciones de su cargo. Quizá por ello recibió una muy prolongada ovación, a la que correspondió saludando repetida y cortésmente al público. Hasta entonces, los premiados se limitaban a tomar el diploma de manos del príncipe y regresaban a su asiento saludando muy brevemente. De esta manera, Betancur anticipó lo que en tiempos posteriores serían los efusivos saludos de los premiados a un público entregado.

## Discurso de agradecimiento
En esta ocasión se interrumpió la corta tradición consistente en que fuera el galardonado con el Premio Príncipe de Asturias de las Letras el encargado de agradecer la concesión de los premios en nombre de todos los homenajeados. Probablemente en atención al alto rango del presidente Betancur, el príncipe Felipe le concedió la palabra a él. Betancur pronunció un brillante discurso con un perfecto español estándar en el que el eje principal fue la búsqueda de la paz. La paz que su gobierno buscaba para el enquistado conflicto civil de Colombia y la que el Grupo Contadora buscaba para la convulsa América Central. A su término, recibió una prolongada ovación. Años más tarde, la periodista María Teresa Álvarez, que participó en la retransmisión televisiva del evento, recordó cómo le subyugó el contenido del discurso y la forma de su exposición.

## Intervención del príncipe de Asturias
A sus quince años de edad, el príncipe Felipe pronunció su discurso más largo de los habidos hasta entonces en las tres entregas de los Premios Príncipe de Asturias. En él recordó su primer viaje oficial al extranjero, que había sido precisamente a Colombia para conmemorar el 450 aniversario de la fundación de Cartagena de Indias. Aprovechó la presencia del presidente Betancur para agradecerle personalmente el recibimiento de que fue objeto y expresó su deseo de volver a viajar a América en el futuro. Por otro lado, manifestó su reconocimiento a la Fundación Principado de Asturias por el acierto en la elección de los premiados, ya que consideraba que en la cultura y la educación están el secreto de la convivencia, el progreso y la paz. Extendió su gratitud a los miembros de los jurados, a Asturias y a Oviedo.
El discurso fue recibido con evidente satisfacción por el presidente Betancur. Tras el aplauso de rigor, el príncipe dio por finalizado el acto y, al igual que hiciera el año anterior, convocó los premios de 1984.

## Características y trascendencia
La ceremonia recuperó el espíritu integrador de la edición inaugural al rendir tributo a los españoles que tuvieron que exiliarse tras la guerra civil. La presencia de Josep Tarradellas, antiguo presidente de la Generalidad de Cataluña en el exilio, como presidente del jurado que concedió el Premio de Ciencias Sociales tuvo gran simbolismo. El viejo republicano fue, además, el encargado de pronunciar el discurso en representación de los diversos jurados. Adicionalmente, la concesión del Premio de Investigación Científica y Técnica al matemático Luis Santaló —exiliado en Argentina— venía a reforzar el mensaje de superación del conflicto civil. Todo ello en la primera edición de los premios que se celebraba gobernando el Partido Socialista Obrero Español (PSOE) bajo la presidencia de Felipe González. El ministro de Asuntos Exteriores, Fernando Morán, estuvo presente en el acto.
Por otro lado, el premio a Santaló —nacionalizado argentino— y la concesión del Premio de las Letras al mexicano Juan Rulfo profundizaron la expansión hacia América de los premios ya iniciada el año anterior con el otorgamiento del Premio de Comunicación y Humanidades a Mario Bunge. Quedaba claro que no se trataba de premios reservados a españoles, sino que podían ser concedidos a iberoamericanos.